# International Superstar Soccer Deluxe
International Superstar Soccer Deluxe (souvent abrégé en ISS deLuxe) est un jeu vidéo de football de Konami sorti en 1995 (à ne pas confondre avec la série des ISS Pro) sur Super Nintendo, puis converti sur Mega Drive et PlayStation.
Il est la suite de International Superstar Soccer, sorti sur Super Nintendo.

## Accueil
- GamePro : 4/5 (SNES)[1]